# Поляк, Борис Игоревич
Бори́с И́горевич По́ляк (также Игорьевич, англ. Boris Polak — Борис Полак, род. 15 июля 1954, Кишинёв, Молдавская ССР) — советский и израильский спортсмен (стрелковый спорт), чемпион и рекордсмен мира (1994), Европы (1980, 1994), трёхкратный обладатель кубка мира (1994—1999), двенадцатикратный чемпион СССР (1976—1984) и семикратный чемпион Израиля в личном и командном зачётах по стрельбе из пневматической и малокалиберной винтовок и арбалета.

## Биография
Родился и вырос в Молдавии.
На чемпионатах СССР 1976—1978 гг. выступал за сборную Молдавии и спортивное общество «Динамо» (Кишинёв).
Служил в пограничных войсках, затем жил в Казахстане.
С 1979 года выступал за клуб «Динамо» (Алма-Ата), в 1980 году чемпион Европы в командном зачёте. Двенадцатикратный чемпион СССР в командном и личном зачётах (1976—1984).
Был членом сборной команды СССР в 1973—1980 годах.
Окончил Алма-Атинский педагогический институт.
С 1992 года — в Израиле (Ашкелон), член олимпийской сборной команды страны (Атланта, 1996), тренер олимпийской сборной по стрельбе, тренер стрелкового клуба «Хапоэль-Ирони» в Ашкелоне. Член совета директоров израильской национальной ассоциации высших спортивных достижений «Lapidus».
Трёхкратный обладатель кубка мира, двукратный рекордсмен мира (1994), чемпион мира и Европы (1980, 1994) и семикратный чемпион Израиля по пулевой стрельбе из пневматической и малокалиберной винтовок.
Многократный призёр международных соревнований — кубка СССР среди молодёжи, международных соревнований на приз газеты «Советский патриот», командных чемпионатов СССР. Борису Поляку принадлежит лучший общий результат 1979 года (1174).
На зимнем международном турнире по стрельбе из пневматического оружия RIAC-2007 в Люксембурге женская сборная команда Израиля (тренер — Борис Поляк) в составе Хаи Киршнер, Милены Рабовской и Натальи Эльдаровой заняла второе место в командном зачёте.
Дочь — Людмила Борисовна Полак (24 ноября 1984) — член сборной команды Израиля по стрельбе.